# Bielsk (gmina)
Pour les articles homonymes, voir Bielsk.
Bielsk est une gmina rurale (gmina wiejska) de la powiat de Płock, dans la Voïvodie de Mazovie, dans le centre-est de la Pologne.
Son siège administratif (chef-lieu) est le village de Bielsk qui se situe environ 16 kilomètres au nord-est de Płock (capitale de la powiat) et 96 kilomètres au nord-ouest de Varsovie (capitale de la Pologne).
La gmina couvre une superficie de 125,53 km2 pour une population de 9 114 habitants en 2017.

## Histoire
De 1975 à 1998, la gmina est attachée administrativement à la voïvodie de Płock.

Depuis 1999, elle fait partie de la voïvodie de Mazovie.

## Géographie
La gmina inclut les villages et localités de:

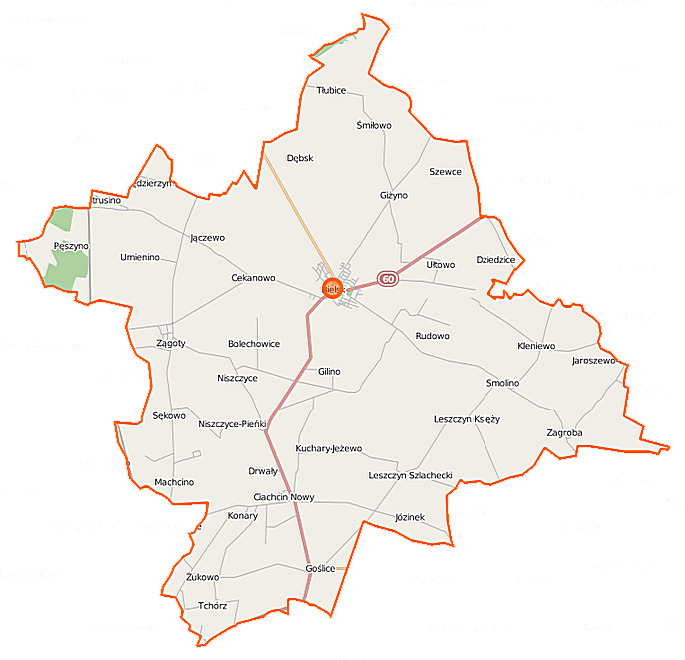
Plan de la gmina

- Bielsk
- Bolechowice
- Cekanowo
- Ciachcin
- Ciachcin Nowy
- Dębsk
- Drwały
- Dziedzice
- Gilino
- Giżyno
- Goślice
- Jączewo
- Jaroszewo Biskupie
- Jaroszewo-Wieś
- Józinek
- Kędzierzyn
- Kleniewo
- Kłobie
- Konary
- Kuchary-Jeżewo
- Leszczyn Księży
- Leszczyn Szlachecki
- Lubiejewo
- Machcinko
- Machcino
- Niszczyce
- Niszczyce-Pieńki
- Pęszyno
- Rudowo
- Sękowo
- Śmiłowo
- Smolino
- Strusino
- Szewce
- Tchórz
- Tłubice
- Ułtowo
- Umienino
- Zągoty
- Zagroba
- Zakrzewo
- Żukowo

### Gminy voisines
La gmina de Bielsk est voisine des gminy suivantes :
- Drobin
- Gozdowo
- Radzanowo
- Stara Biała
- Staroźreby
- Zawidz

## Structure du terrain
D'après les données de 2002, la superficie de la commune de Bielsk est de 125,53 km2, répartis comme tel :
- terres agricoles : 89 %
- forêts : 4 %

La commune représente 6,98 % de la superficie du powiat.

## Démographie
Données du 30 juin 2004 :
| Description        | Total  | Total | Femmes | Femmes | Hommes | Hommes |
| ------------------ | ------ | ----- | ------ | ------ | ------ | ------ |
| Unité              | Nombre | %     | Nombre | %      | Nombre | %      |
| Population         | 8 920  | 100   | 4 426  | 49,6   | 4 494  | 50,4   |
| Densité (hab./km²) | 71,1   | 71,1  | 35,3   | 35,3   | 35,8   | 35,8   |